# Castello di Gaillard
Il Castello di Gaillard, o Castel Gagliardo, in francese Château Gaillard è una fortezza medioevale in rovina a dominio della Senna, situata nel comune di Les Andelys, nella regione francese della Normandia.

## Origine e descrizione

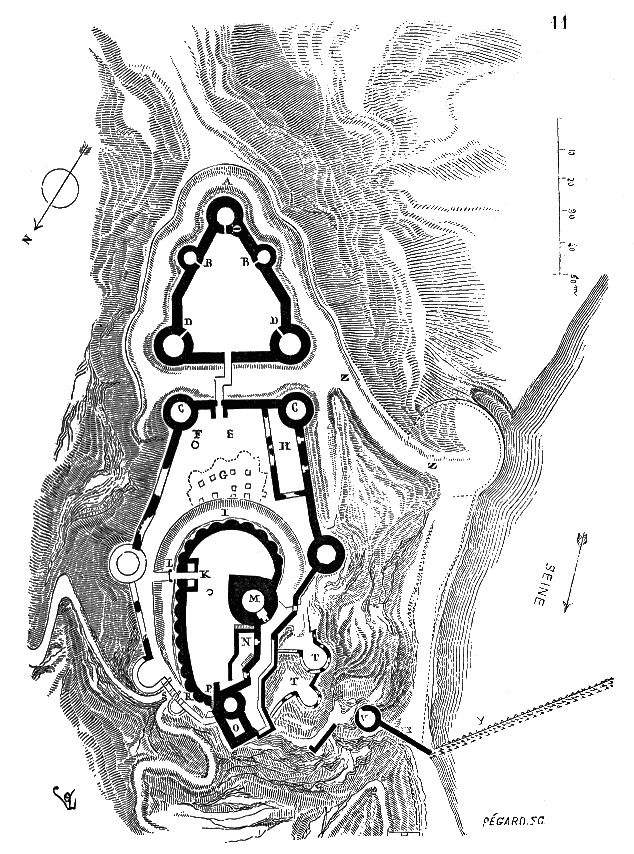

L'idea di costruire una fortezza strategica sulle rive della Senna si ebbe quando Filippo II di Francia decise di conquistare le terre inglesi della Normandia.

Veduta del profilo del castello.

Il re d'Inghilterra e duca di Normandia Riccardo Cuor di Leone decise allora di fermare la sua avanzata proteggendo il fiume con una potente fortezza.
Alla sua creazione parteciparono migliaia di uomini, costretti a lavorare giorno e notte, estate e inverno, e non si badò a spese. La costruzione iniziò nel 1196. e terminò pochissimo tempo dopo, nel 1198. Tutta questa fretta era data dalla minaccia di attacco da parte del re Filippo.
Il castello, una volta completato, aveva pianta irregolare; come materiali erano stati usati la pietra calcarea grigia, di cui la zona è piena, e ciottoli e malta per legare le rocce. Il progetto era noto per essere quasi impenetrabile, avendo alte mura e un grande fossato asciutto. L'unico punto debole stava nel materiale sopra cui il castello era costruito; infatti, lo sperone di roccia su cui poggiava era di gesso, un materiale facilmente distruttibile.
In caso di attacco, gli assedianti, per conquistare il castello, avrebbero dovuto passare un cancello protetto da saracinesca e fossato, solo per trovarsi all'interno di una fortezza esterna triangolare protetta da molte guardie. Per proseguire l'attacco, si sarebbe dovuto passare un altro cancello, un fossato protetto da un ponte levatoio e un altro cancello ancora. Il tutto sotto il tiro esperto degli arcieri. Se anche questo cancello fosse stato preso, gli attaccanti si sarebbero trovati di fronte alle alte mura della terza cinta muraria. Queste ultime erano dotate di feritoie e caditoie.
All'interno della terza cinta si trovava il mastio, luogo di estrema difesa, al cui interno alloggiavano le guardie.

## Petit Andely
Al di fuori delle porte di Château Gaillard sorge la cittadina di Petit Andely, che, assieme a Grand Andely, forma oggi il comune di Les Andelys. La città venne edificata in contemporanea col castello e, nel Medioevo, sorgeva in un'isoletta fortificata al centro della Senna ed era collegata alle due rive da due ponti. Per raggiungere il castello dalla direzione da cui proveniva re Filippo, si sarebbe prima dovuto conquistare la città, anch'essa ben difesa, prima di poter attaccare il castello.

## L'assedio di Château Gaillard
Nel 1199 re Riccardo Cuor di Leone morì di gangrena e il trono di Inghilterra passò a suo fratello Giovanni Senzaterra. Egli non si recò personalmente a difendere il castello, come avrebbe fatto suo fratello, ma ne affidò il comando a Roger de Lacy.
Nel 1203 Filippo II si recò con un vasto esercito a Château Gaillard ma, rimanendo impressionato dalla possanza del castello, decise di non assaltarlo, ma di stringerlo d'assedio e aspettare la fine delle provviste.
Venne però assaltata la città di Petit Andely e i suoi abitanti si rifugiarono nel castello.
Il comandante Lacy, però, li cacciò, non volendo altre bocche da sfamare.
Re Filippo capì allora di non poter continuare ad aspettare e quindi l'esercito francese cominciò a scavare sotto alle mura e a distruggerne le fondamenta. Venne così creata una breccia nelle mura, che permise ai francesi di prendere la cinta esterna di mura.
Non potendo più venire sfruttato il trucco delle fondamenta, Filippo inviò pochi uomini a scalare le mura. Questi ultimi, entrati da una finestra, riuscirono ad aprire il cancello e ad abbassare il ponte levatoio.
Gli inglesi si ritirarono allora nella cinta più interna, accessibile attraverso un debole ponte in gesso. Qui i francesi riuscirono a creare un'altra breccia nelle mura, costringendo i normanni a rifugiarsi nel mastio.
Il comandante Lacy, però, capì di non avere più speranze e si arrese. 
Nel 1204 il castello fu preso e con tutta la Normandia divennero parte del Regno di Francia.